# Lifetime (banda)
Lifetime es una banda de hardcore melódico, oriunda de Nueva Jersey.
Se formó en 1990 gracias al cantante Ari Katz (ex-Enuf) y el guitarrista Dan Yemin que conocía bien la escena hardcore de Nueva York, una banda de culto como dicen muchos y que se disolvió en 1997 para después reencontrarse en 2005.
Lifetime es un grupo melódico con canciones muy emotivas y más positivas de las que el NYHC nos tiene acostumbrados. Un ejemplo claro pueden ser los temas "up" del disco Background o Rodeo Clown salido de Hello Bastards.
Sus influencias vienen del rock alternativo de los 80, de grupos como Dag Nasty, Bad Religion o los mismos Hüsker Dü de los que tienen una versión '"it's not funny anymore".
Siguen trabajando y haciendo conciertos por todo el mundo pero se cansaron de las discográficas, y son ahora ellos sus propios agentes.

## Miembros
Actuales
- Ari Katz – voces
- Dan Yemin – guitarras
- Pete Martin – guitarras
- Dave Palaitis – bajo
- Scott Golley – batería

Anteriores
- Chris Corvino – bajo
- Justin Janisch – bajo
- Linda Kay – bajo
- Chris Daly – batería
- David Wagenshutz – batería
- Scott Saint Hilaire – guitarras

## Discografía
Álbumes
- Background (New Age, 1993)
- Hello Bastards (Jade Tree, 1995)
- Jersey's Best Dancers (Jade Tree, 1997)
- Lifetime (Decaydance, 2007)

EP
- Lifetime (New Age, 1991)
- Tinnitus (Glue, 1994)
- The Boy's No Good (Jade Tree, 1996)
- Two Songs (Decaydance, 2006)

Compilaciones
- Seveninches (Glue, 1994)
- Somewhere in the Swamps of Jersey (Jade Tree, 2006)

## Videografía
- "Airport Monday Morning" (2007)